# تشوكوتو
تشوكوتو (باليابانية: 直刀) هو سيف ياباني مستقيم ذو حد واحد تم إنتاجه قبل القرن التاسع.   تم استخدام السيف للطعن أو القطع وتم ارتداؤه معلقاً من الخصر.    حتى فترة هييآن، كانت تسمى هذه السيوف تاشي. 

## التاريخ
ينقسم إنتاج السيوف في اليابان إلى فترات زمنية محددة: 
- جوكوتو (السيوف القديمة، حتى حوالي 900 م )
- كوتي (السيوف القديمة من حوالي 900-1596)
- الشنتو (سيوف جديدة 1596 - 1780)
- شينشينتي (سيوف جديدة 1781-1876)
- جندايتو (السيوف الحديثة أو المعاصرة 1876 حتى الوقت الحاضر)

كان سيف تشوكوتو من بين أقدم أنواع السيوف الصينية التي تم تقليدها في اليابان. من هناك، تم إحضار السيف إلى اليابان عن طريق شبه الجزيرة الكورية والصين في عهد سلالة هان.   
إنقرض السيف كسلاح بحلول منتصف فترة هييآن، تم استبداله بالكامل بالسيف الياباني، المعروف اليوم بمنحنياته العميقة والرائعة. كان أول سيف بهذا المنحنى يسمى كينوكيجاتا-تاتشي الذي استخدمه البرابرة الروبيان في منطقة توهوكو.   وتطورت سيوف كينوكيجاتا-تاتشي إلى سيوف تاشي، والتي أصبحت السيوف اليابانية لفترة طويلة. 